# تشوي تشانغ هو
تشوي تشانغ هو (هانغل: 최창호) مواليد 10 فبراير 1964 في سول، هو ملاكم محترف كوري جنوبي معتزل كان يصنف ضمن فئة وزن الذبابة. حقق بطولة الاتحاد الدولي للملاكمة.

## إحصائيات
خاض خلال مسيرته 20 نزالا، فاز في 15 ولم يتعادل وخسر في 5. فاز بالضربة القاضية في 12 نزالا.

## روابط خارجية
- تشوي تشانغ هو على موقع بوكس ريك (الإنجليزية) (registration required)